# Befreiung des Konzentrationslagers Dachau

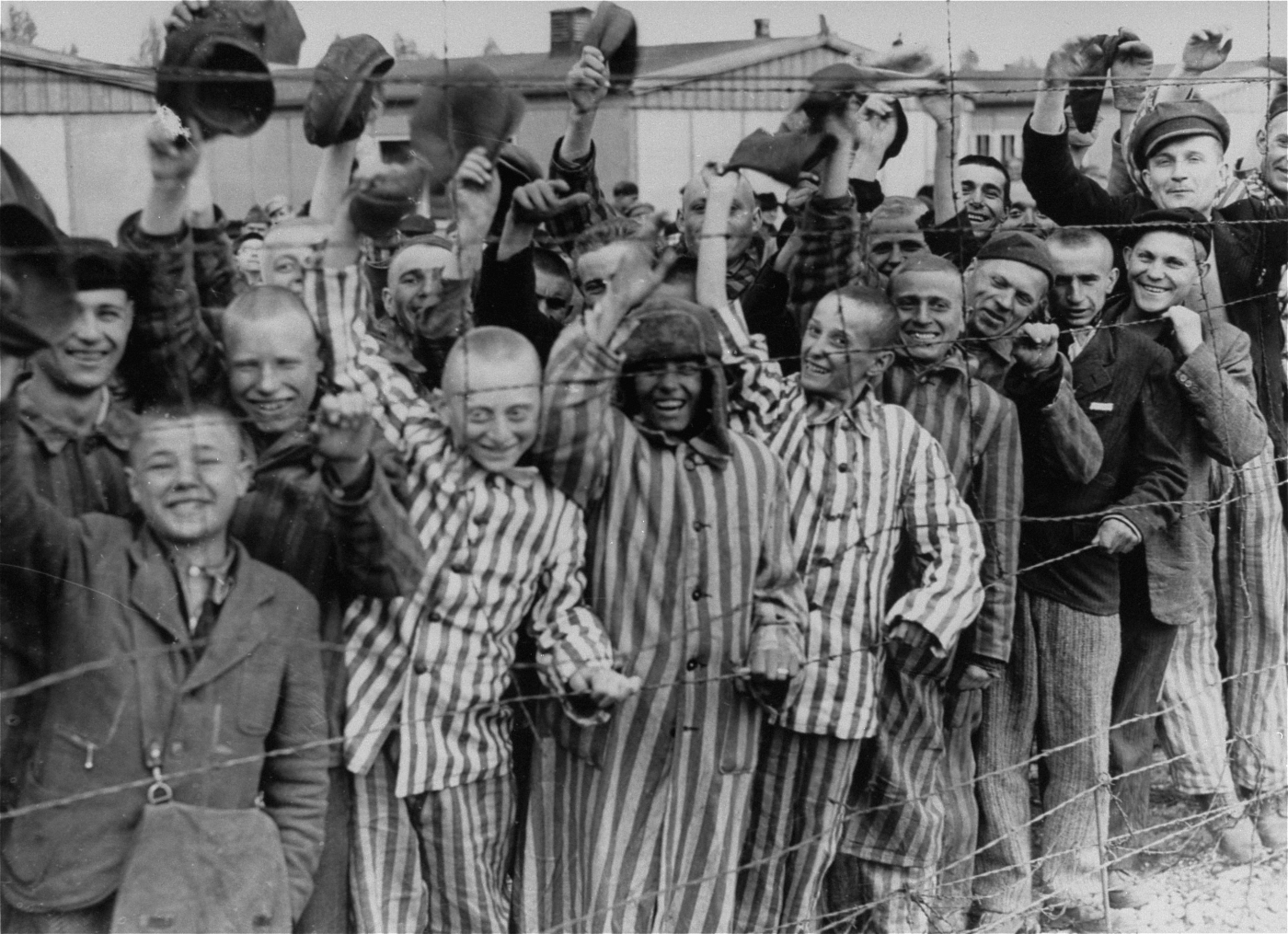
Häftlinge, teilweise in gestreifter KZ-Häftlingskleidung, nach der Befreiung des Konzentrationslagers Dachau, Aufnahme vom 29. April 1945

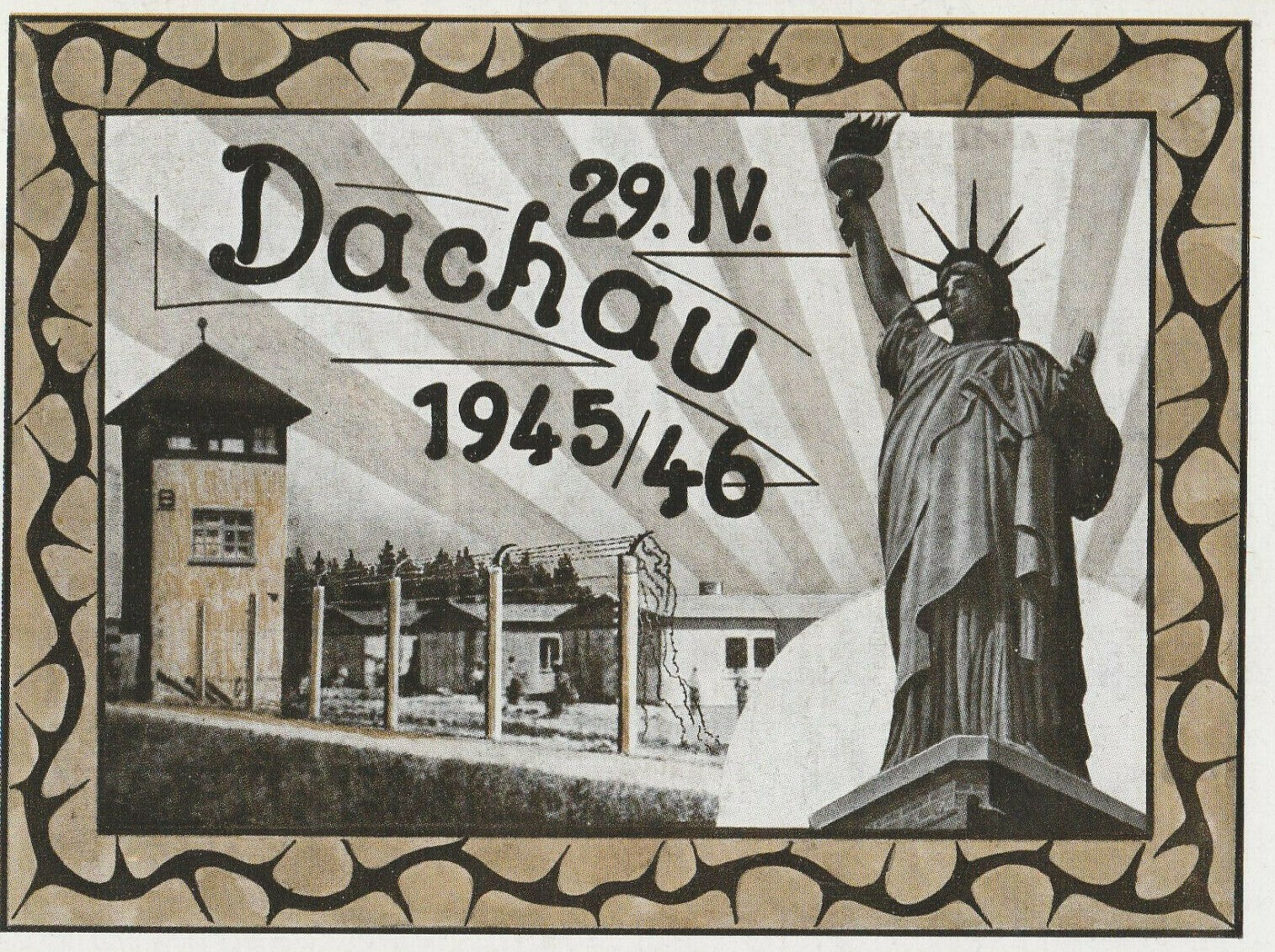
Ein Jahr nach der Befreiung des KL wurde dieser Sonderdruck herausgegeben.

Die Befreiung des Konzentrationslagers Dachau und seiner Außenlager erfolgte durch alliierte Truppen Ende April 1945. Eintreffende und abmarschierende Häftlingsgruppen frequentierten zu dieser Zeit die Lager. Viele der Außenlager des KZ Dachau waren zuvor durch die SS geräumt worden. Das Hauptlager befreiten Soldaten der 7. US-Armee am 29. April 1945, dabei kam es – nach dem Anblick der schrecklichen Zustände – auch zu Erschießungen gegen 39–50 Personen der noch im Lager befindlichen SS-Angehörigen.

## Vorgeschichte
Am 14. April 1945 hatte der Reichsführer SS Heinrich Himmler die „Totalevakuierung“ befohlen, die er später auf Reichsdeutsche, Russen, Polen und Juden eingrenzte. Die Dachauer SS zwang die KZ-Häftlinge, sich zu Fuß auf Evakuierungs- und Todesmärsche zu begeben.
Das Hauptlager Dachau befand sich im Räumungsprozess. Ein Großteil des ursprünglichen Dachauer KZ-Personals bereitete seine Flucht vor oder war längst auf der Flucht. Am 23. April verließen die Arbeitskommandos erstmals nicht mehr das Hauptlager, d. h. sie wurden nun nicht mehr zu Arbeitseinsätzen (z. B. Bombenräumungs-Kommando) eingesetzt.

## Befreiung der Außenlager
Am 26. April rückte sowohl die US-amerikanische als auch die französische Armee ins etwa 100 km südwestlich von Dachau liegende Allgäu ein. Am 27. April nahmen sie das fast leerstehende KZ-Außenlager Kottern-Weidach ein.
Ebenfalls westlich von Dachau lag der KZ-Außenlagerkomplex Kaufering. Angehörige der SS-Wachmannschaft zündeten das KZ-Außenlager Kaufering IV – Hurlach am Morgen des 27. April an, obwohl sich nicht mehr gehfähige KZ-Häftlinge darin befanden. Die Alliierten trafen nur wenige Stunden zu spät ein.

## Todeszug aus Buchenwald

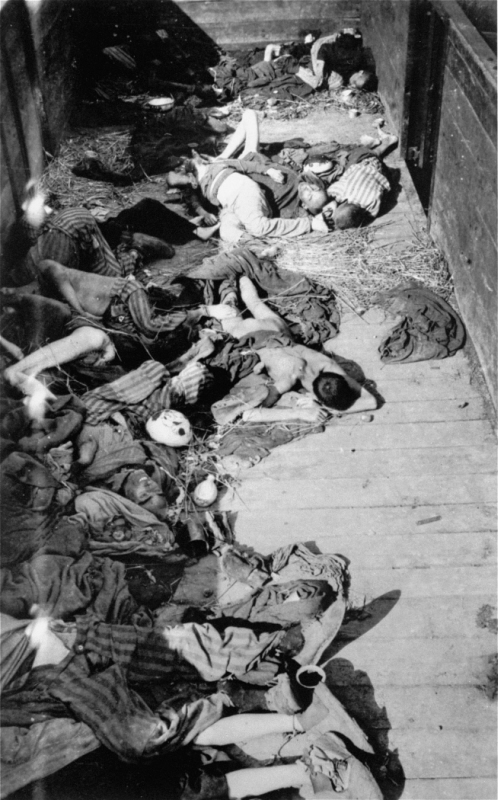
Ein Waggon des Todeszuges aus Buchenwald

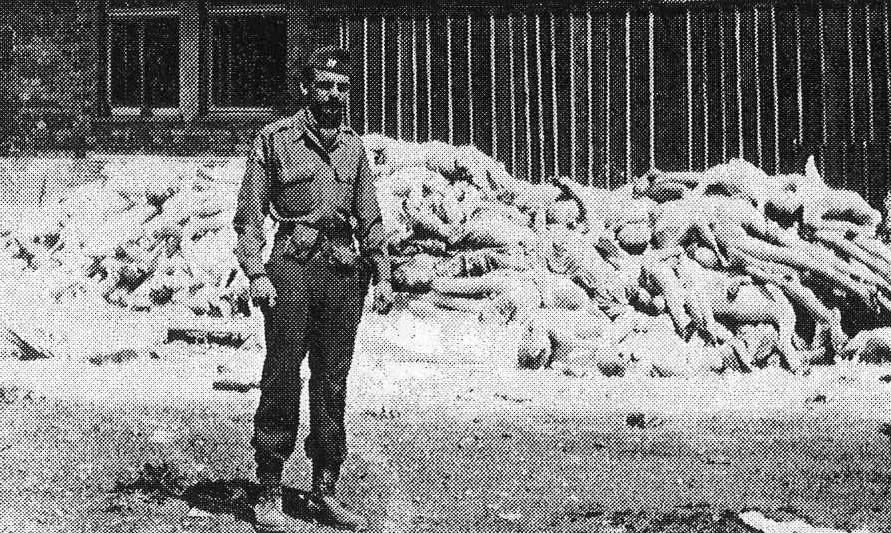
Stapel unbestatteter Leichen im Hauptlager, mit denen die Befreier konfrontiert wurden

Am 27. April traf nachts der Eisenbahnzug mit Häftlingen aus Buchenwald ein, von denen viele verhungert und verdurstet waren. Der Anblick der Leichen und Sterbenden in den Waggons schockierte die zwei Tage später eintreffenden US-Soldaten und war vermutlich Anlass der Erschießung von SS-Männern bei der Befreiung des KZ Dachau.
Am darauffolgenden Tag, 28. April zur Mittagszeit, traf der KZ-Häftling Karl Riemer, dem zwei Tage zuvor die Flucht aus dem Lager gelungen war, auf näherrückende US-Truppen. Er schilderte dem US-Befehlshaber die Situation im Lager und bat um sofortige Hilfe. Riemer, der zwölf Jahre im Lager inhaftiert war, konnte nicht wissen, dass der US-Befehl zur Befreiung des Hauptlagers wenige Stunden zuvor erfolgt war.

## Befreiung des Hauptlagers Dachau

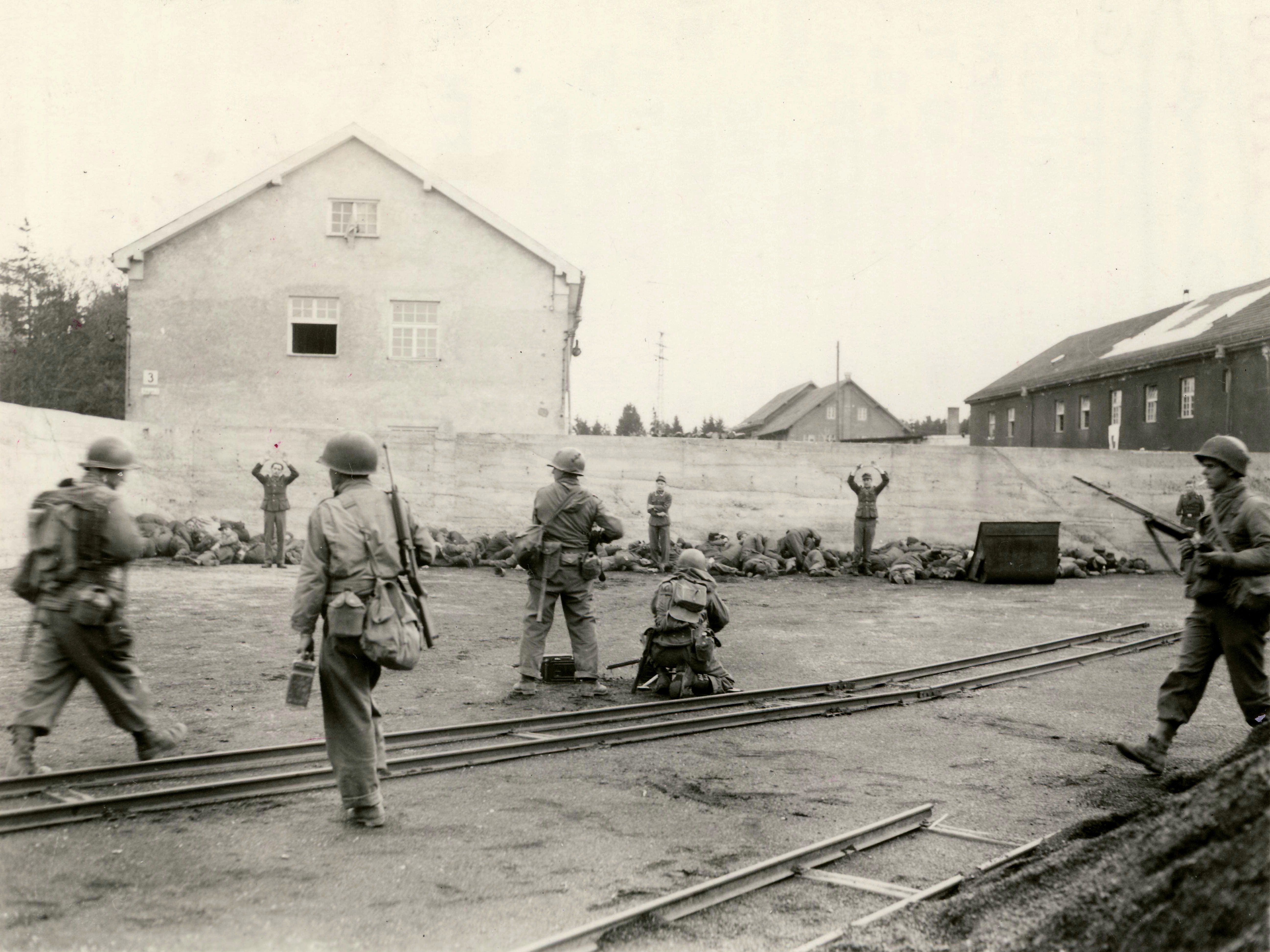
Exekution von SS-Bewachungstruppen durch US-Soldaten im Kohlenhof

Es war ein Samstag, 28. April, als Generalmajor Max Ulich die 212. Volksgrenadier-Division vom Lagergelände abzog. In der Stadt Dachau fand währenddessen der Dachauer Aufstand statt. Die Häftlinge hörten bereits nachts Gefechtslärm in ihren Baracken und Aufregung entstand. Es bildete sich daher ein Häftlingskomitee, das sich zur Aufgabe machte, die aufkeimende Erregung im Lager für die kommenden Stunden zu mäßigen. Das Häftlingskomitee wollte erreichen, dass die Öffnung des Lagers mit 32.000 Häftlingen einigermaßen geregelt ablaufen könne.
Morgens traten Häftlinge auf den Appellplatz und stellten von dort aus fest, dass auf einem SS-Wachturm die weiße Fahne gehisst war. Dennoch hatte die letzte Wachtruppe die Besatzung der acht Wachtürme verstärkt und 16 Maschinengewehre aufs Lager gerichtet, um die Flucht der Häftlinge zu verhindern. Victor Maurer, Delegierter des Roten Kreuzes, hatte dies befürchtet. Auch hätte sich die grassierende Fleckfieber-Epidemie durch fliehende Häftlinge noch weiter ausgebreitet. SS-Lagerführer Heinrich Wicker, der in den letzten Tagen dieses Amt nur provisorisch übertragen bekommen hatte, kündigte an, seine Truppen aus dem Lager abzuziehen. Maurer, der in einem Gebäude der SS untergebracht war, verhandelte mit Wicker. Letztendlich konnten sie sich einigen, dass die Wachtürme besetzt bleiben sollten. Restliche SS-Wachmannschaften verließen das Lager.
Am Sonntag, den 29. April 1945, marschierte Colonel Sparks’ 3. Bataillon des 157. Infanterie-Regiments der 45. Infanterie-Division (gemeinsam mit Soldaten der 42. Infanterie-Division; beide Verbände gehörten zur 7. US-Armee) in das Lager ein. Einige Zeit hatten sie nicht gewusst, wo es genau liegt. Bei ihnen war die Kriegsberichterstatterin Marguerite Higgins. Zahlreiche „Evakuierungsmärsche“ waren längst aus dem Lager aufgebrochen. In der Nähe der Anlage kreiste ein amerikanisches Aufklärungsflugzeug. Nur wenige SS-Männer, unter ihnen erst kürzlich Eingezogene, befanden sich noch im Lager. Die ursprüngliche Lager-SS hatte sich größtenteils abgesetzt. Die Zurückgebliebenen boten kaum Widerstand und ergaben sich. Im Tumult und Jubel der Befreiung kam es zu tragischen Todesfällen, als Häftlinge die Lagerumzäunung überklettern wollten, die noch unter Strom stand.
Die US-Truppen kamen von Westen, der einzige Zugang zum Häftlingsbereich, das sogenannte Jourhaus, lag jedoch im Osten. Die US-Truppen marschierten über den Lagerbereich der SS. Dort trafen sie auf den Eisenbahnzug mit unzähligen erschossenen und verhungerten Häftlingen (etwa 2300 Tote). Den ersten Eindruck dieses Eisenbahnzuges beschrieben einige US-Soldaten später als extrem schockierend und verstörend. Voller Entsetzen und Wut über die schrecklichen Zustände kam bei US-Soldaten die Flüsterparole „Hier machen wir keine Gefangenen!“ auf. Bei US-Soldaten und befreiten Häftlingen löste die Erregung über die schrecklichen Zustände im Lager die Erschießung von SS-Männern bei der Befreiung des KZ Dachau aus.
Zeitzeugen schildern die Befreiung als ergreifendes Ereignis. In den darauffolgenden Tagen veranstalteten jene Häftlinge, die körperlich nicht vollends geschwächt waren, schlichte Feierlichkeiten und Zusammenkünfte mit Musik.

## Befreiung restlicher Außenlager

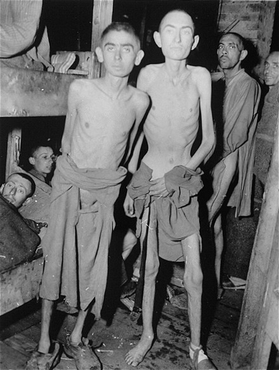
Überlebende des KZ-Außenlagerkomplexes Mühldorf am 4. Mai 1945, wenige Tage nach der Befreiung durch die U.S. Army

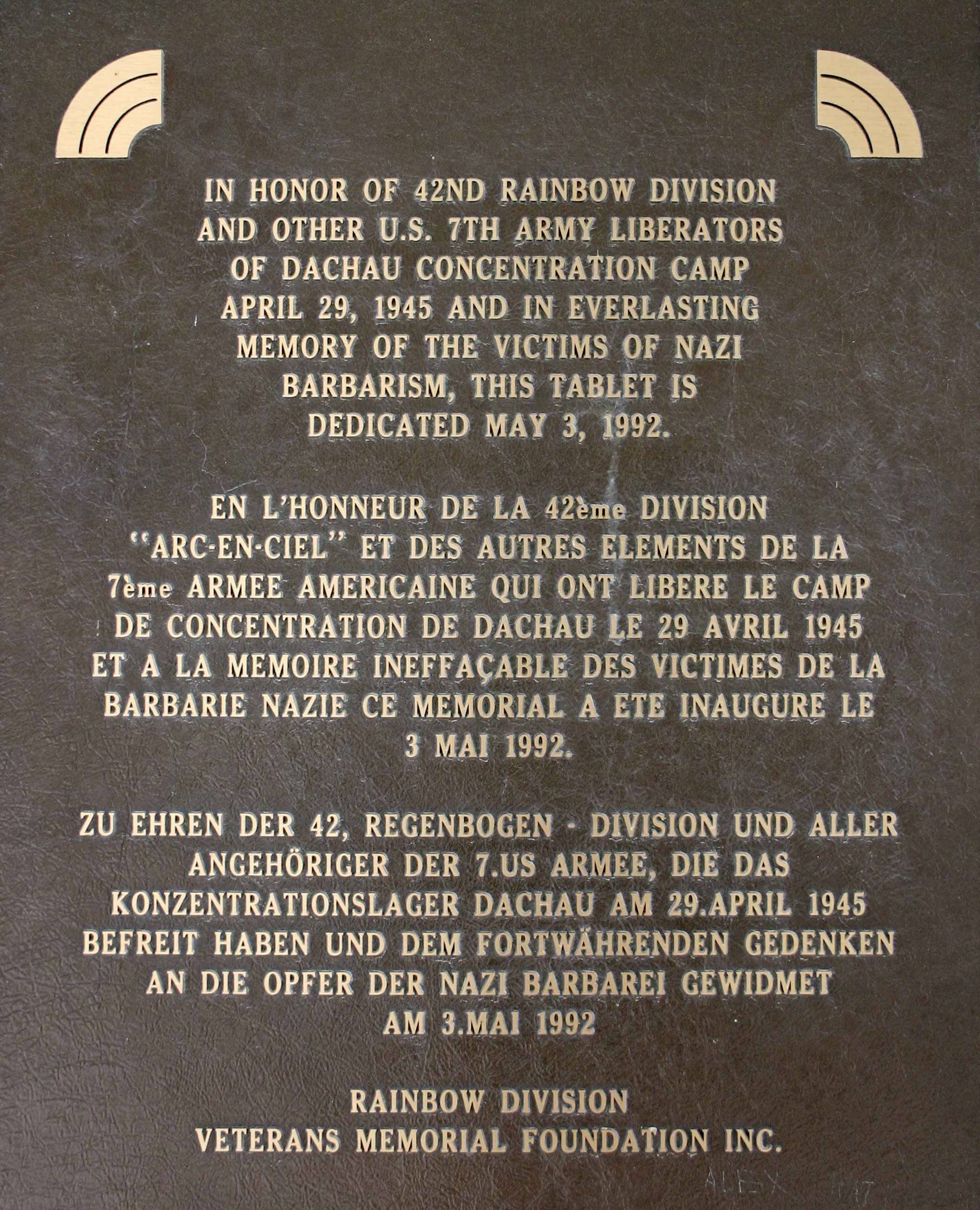
Dachau-Ehrentafel von 1992 für Angehörige der 7. US-Armee und die 42. Division Regenbogen

Am 29. April wurde der KZ-Außenlagerkomplex Kaufering bei Landsberg am Lech befreit.
Nach der Befreiung des KZ Dachau marschierten US-Truppen am 30. April in München ein, wo zuvor die Freiheitsaktion Bayern aktiv geworden war. Der Tag, an dem die Truppen die Hauptstadt der Bewegung einnahmen, war auch der Tag, an dem Adolf Hitler in Berlin Suizid begangen hatte. Sein Selbstmord wurde jedoch nicht umgehend bekannt.
In der Münchner Umgebung trafen sie an diesem Tag auf weitere Häftlingstransporte, beispielsweise auf einen Zug aus dem KZ-Außenlagerkomplex Mühldorf, in dem sich auch Max Mannheimer befand.
Am 30. April stoppten die Alliierten einen Eisenbahnzug, der am 25. April mit 3000 Häftlingen abgefahren war (von Emmering über München-Wolfratshausen-Kochel am See nach Seeshaupt am Starnberger See). Der Evakuierungstransport vom 26. April über Emmering–München–Wolfratshausen–Penzberg–Staltach mit 1759 Juden konnte ebenfalls am 30. April befreit werden. Ebenso der Marsch mit etwa 7000 Häftlingen, der am 26. April begonnen hatte und über Pasing, Wolfratshausen und Bad Tölz zum Tegernsee führte.
Den KZ-Außenlagerkomplex Mühldorf östlich von München befreite die US-Armee am 1. und 2. Mai.
Ein Evakuierungstransport war mit der Reichsbahn über Emmering–München–Wolfratshausen–Mittenwald nach Seefeld in Tirol unterwegs. Diese 2.000 Häftlinge waren am 4. Mai frei.
Hitlers Berghof, der mehr als 120 km südöstlich von Dachau lag, wurde am 4. Mai eingenommen. Am 5. Mai kamen andere US-Truppen ins Sudelfeld, wo sich das KZ-Außenkommando Sudelfeld (SS-Berghaus) und das KZ-Außenkommando Sudelfeld (Luftwaffe) befand.
Am 5. Mai 1945 wurde das Außenlager im Tiroler Schloß Itter durch US-Kräfte befreit, die dabei durch Wehrmachtssoldaten und den österreichischen Widerstand unterstützt wurden.
Am 8. Mai, dem V-E-Day, trat die bedingungslose Kapitulation der Wehrmacht in Kraft.

## Untersuchungsbericht der 7. US-Armee
Kurz nach der Befreiung traf Colonel William W. Quinn, der damalige Assistant Chief of Staff des militärischen Nachrichtendienstes G-2 Section der 7. US-Armee, im Lager ein. Er beschloss angesichts der dramatischen Zustände und der enormen Verbrechen, umgehend eine größere Untersuchungskommission aus Mitarbeitern verschiedener Militärgeheimdienste zu bilden, die eine umfassende Dokumentation erstellten. Nach etwa ein bis zwei Wochen erschien der 72-seitige Bericht mit dem Titel Dachau, der bald auch an die Presse gelangte. Er gilt als eine der ersten öffentlich zugänglichen Untersuchungen zum Komplex der deutschen Konzentrationslager.

## Heute
Jährlich findet gegen Ende April ein Gedenktag statt, mit dem die heutige KZ-Gedenkstätte Dachau an die Jahre im Lager und die Tage der Befreiung erinnern will. Zum 65. Jahrestag der Befreiung fand in der Gedenkstätte eine Gedenkfeier statt, an der erstmals ein amtierender Bundespräsident (Horst Köhler) teilnahm.
Anlässlich des 75. Jahrestages der Befreiung Bayerns und des Konzentrationslagers Dachau durch Kräfte der 7. US-Armee verlieh der bayerische Ministerpräsident Markus Söder der United States Army Europe das Fahnenband des Bayerischen Ministerpräsidenten als Zeichen des Dankes für 75 Jahre Frieden und Freiheit. Die Verleihungszeremonie fand bedingt durch die Covid-19-Pandemie erst am 25. Oktober 2021 statt.

## Medien

### Film
- Die Befreiung des Konzentrationslagers und der Zustand der Gefangenen wurden in dem Dokumentationsfilm Night Will Fall festgehalten.
- Die Befreiung des KZ-Außenlager Kaufering IV – Hurlach am 27. April 1945 im Film Band of Brothers, Teil 9 „Warum wir kämpfen“ aus dem Jahr 2001 von Steven Spielberg und Tom Hanks. Der Verein Bürgervereinigung Landsberg im 20. Jahrhundert erlangte internationale Bekanntheit durch die Zusammenarbeit von Anton Posset mit dem Filmteam. Aufgrund des Film- und Bildmaterials das aus dem Archiv von Anton Posset, das dem Filmteam zur Verfügung gestellt wurde, konnte ein originalgetreuer Nachbau des Konzentrationslager Kaufering IV erstellt werden und die Befreiung originalgetreu nachgespielt werden.[14]

### Internet
- „Die Befreiung“ – Audio-visueller Rundgang durch das KZ Dachau vom Bayerischen Rundfunk
- Online-Filmaufnahme: Die Amerikanische Armee entdeckt den Holocaust. In: Landsberg im 20. Jahrhundert. Hrsg. von der Bürgervereinigung zur Erforschung der Landsberger Zeitgeschichte, 2007 (Filmaufnahme der US-Streitkräfte, KZ-Kommando Kaufering IV, 27. April 1945).
- Fotos: U.S. Massacre of Waffen-SS (Memento vom 11. November 2012 im Internet Archive), (russisch)
- Gleb Rahr erzählt von der Befreiung des KZ Dachau (Memento vom 15. Januar 2012 im Internet Archive)